# Chris Brady
Christopher Gerard Brady, detto Chris (Greenlawn, 15 settembre 1995), è un cestista statunitense con cittadinanza portoricana.

## Carriera
Inizia la carriera da professionista in Germania al White Wings Hanau. Dopo un'esperienza estiva in patria, trascorre due stagioni in Giappone prima di tornare a Porto Rico nel 2020.
Partecipa con la nazionale portoricana ai mondiali 2019.